# SN 2011hg
SN 2011hg – supernowa typu IIb odkryta 28 października 2011 roku w galaktyce UGC 12410. W momencie odkrycia miała maksymalną jasność 18,30m.